# Ermita de Nuestra Señora del Mirón
La ermita de Nuestra Señora del Mirón se encuentra en Soria (España). Dedicada a Nuestra Señora del Mirón, se emplaza en el cerro gemelo al del Castillo, cercana a la muralla.

## Historia

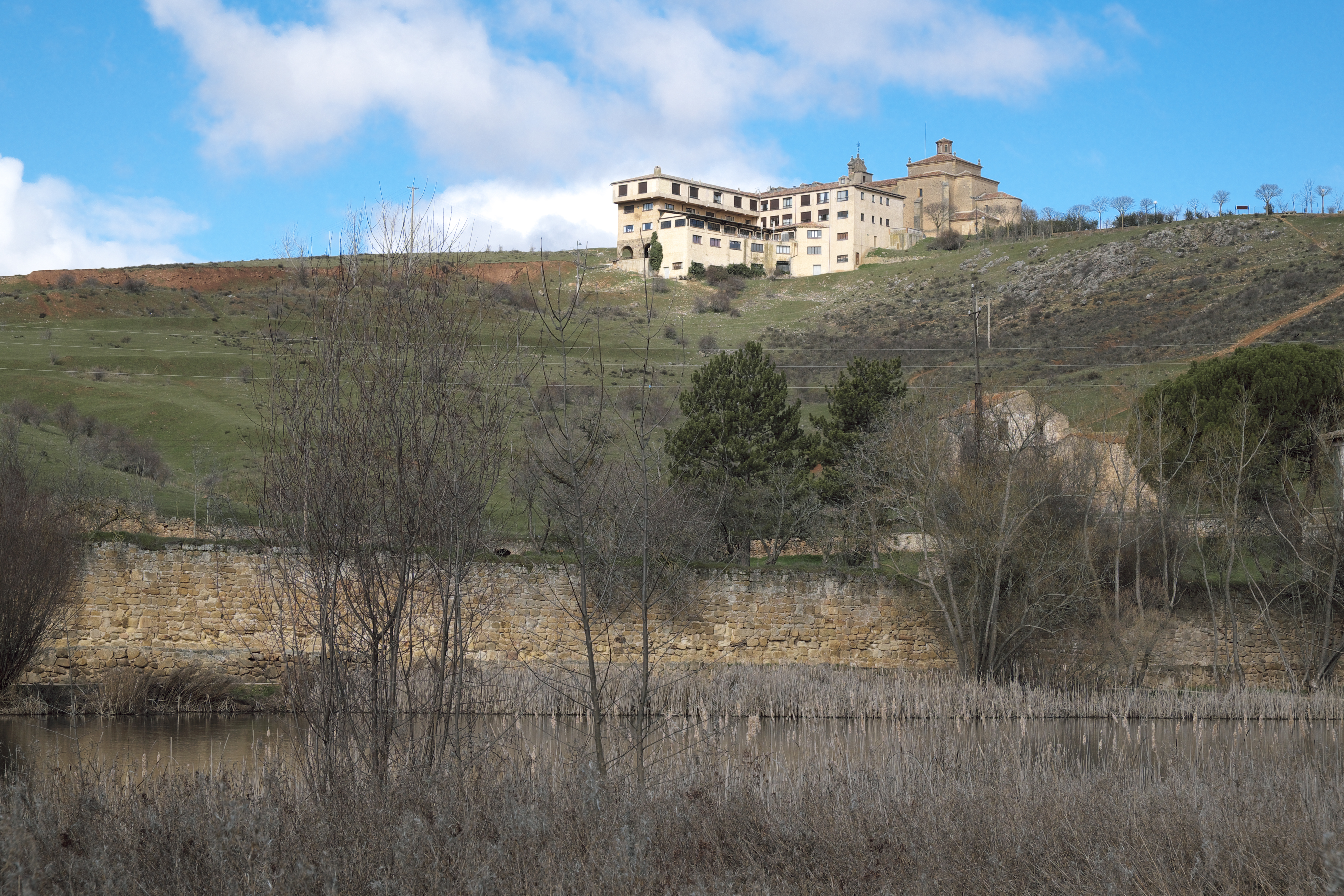
Cerro del Mirón, con la ermita en segundo plano

Según la leyenda, la fundación de la antigua iglesia se atribuye al rey suevo Teodomiro en el siglo VI. Durante la invasión de los árabes fue respetada y en la reconquista se erigió en iglesia parroquial. Lo que sí es seguro es que ya existía en el año 1270, pues figura como tal, con catorce vecinos, en el censo de Alfonso X el Sabio. Más tarde, por la despoblación de aquel pequeño barrio, se suprimió como parroquia y se agregó a la iglesia de San Clemente, descendiendo a la categoría de ermita.
De esta antigua iglesia románica se conserva la sacristía, que corresponde al ábside románico reformado en el siglo XV, recubriendo el espacio curvo del interior con otro de planta trapezoidal y sustituyendo su antigua bóveda de horno por una bóveda gótica estrellada.
La hermandad de Nuestra Señora del Mirón estaba hermanada con la de San Saturio, llegando a salir en procesión de rogativas varias veces en 1630. Cuando se levantó la nueva ermita de San Saturio en 1703 se quiso hacer lo mismo con Nuestra Señora del Mirón. Se echó abajo casi toda la iglesia menos el ábside, que hoy es sacristía, edificándose una nueva, más suntuosa y dentro del estilo típico del siglo XVIII, acabándose en 1745. Diez años más tarde, para concretar aún más el hermanamiento de ambas ermitas, se construyó sobre una columna la figura de San Saturio. Todo ello se hizo con aportaciones de fieles y de pueblos colindantes según reza en la cúpula.

## Descripción

### Arquitectura

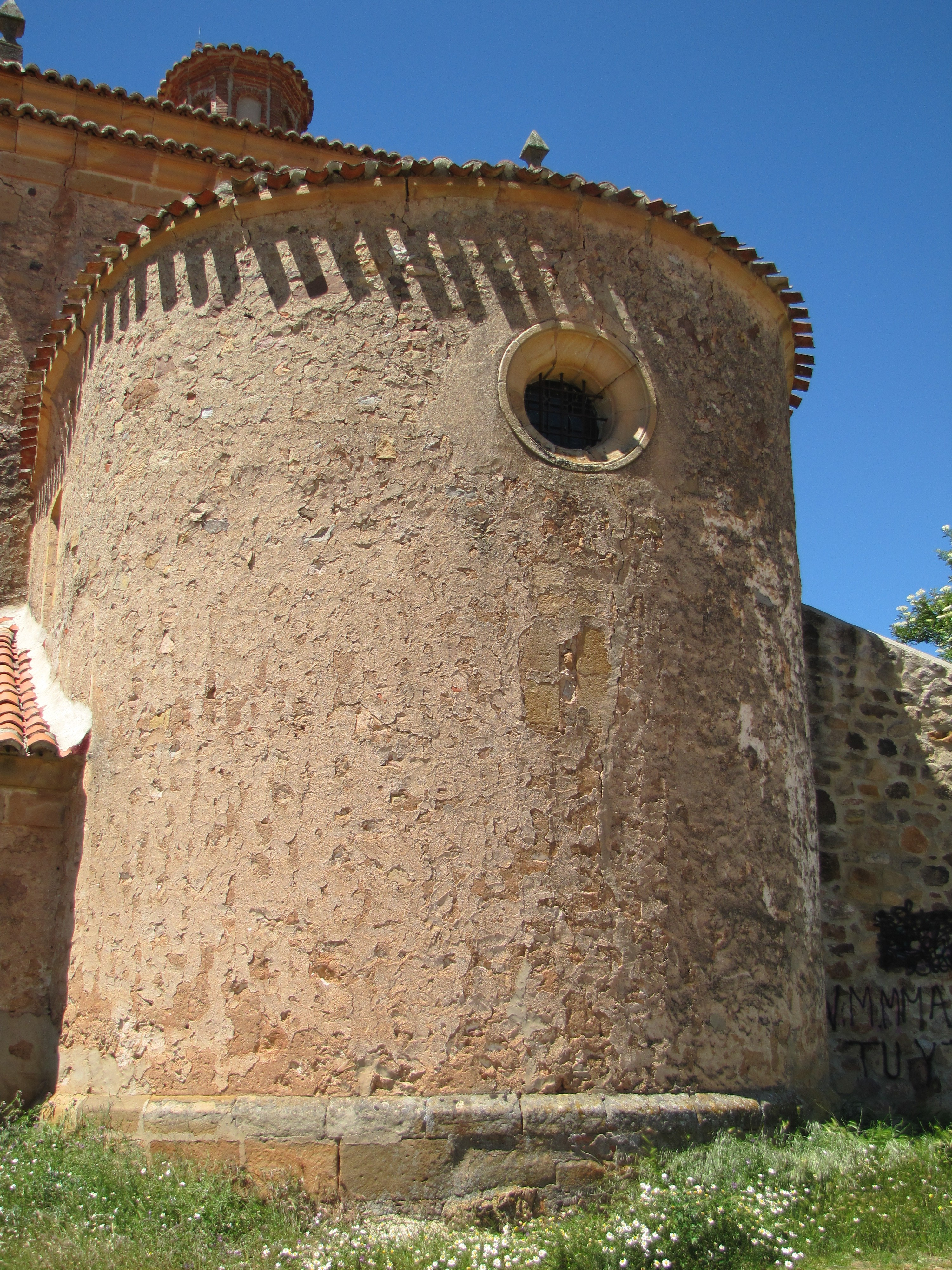
Primitivo ábside románico

Se trata de un edificio barroco o extremo rococó, construido en el año 1725, con una única nave y una cúpula que corona el crucero de la iglesia al estilo greco-romano, sobre los restos de otra románica y gótica, de la que sólo queda la bóveda de la sacristía. La nave central de esta ermita originaria del siglo XIII, época de la que únicamente se conserva el ábside, ya que el resto fue demolido y reconstruido en 1725.
Las bóvedas de la nave y las capillas son de arista, apoyadas en arcos perpiaños y formeros de medio punto, los cuales a la vez arrancan de una cornisa muy saliente que resalta en todo el interior alrededor del muro. Esta cornisa se apoya en grandes ménsulas, más salientes aún y tan recargadas de molduras como aquella. En las pechinas de la cúpula se ven también pinturas al fresco con las figuras de San Pedro apóstol, San Isidro, San Saturio y San Prudencio.
La fachada frente al altar mayor es del gusto de la última época, adoptado para las ermitas y pequeñas iglesias; se compone una portada en arco de medio punto, adornada con dos columnas estriadas, que rematan en unas piñas platerescas, y con una cornisa o friso, sobre el cual está el doselete que cobija la escultura de la Virgen; un ojo de buey da luz a la iglesia por encima del coro, y por remate tiene una espadaña de dos vanos en que están colocadas las campanas.

### Interior

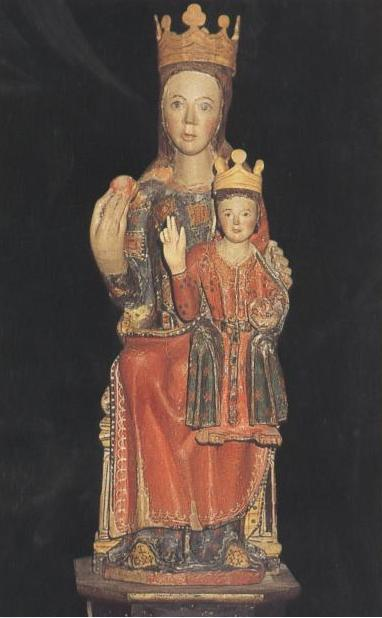
Imagen de Nuestra señora del Mirón

El retablo mayor es un retablo-camarín del siglo XVIII. Fue realizado siguiendo trazas de Domingo Romero en estilo churrigueresco. Está articulado en tres calles separadas por cuatro esbeltas columnas salomónicas profusamente decoradas. En la caja central, bajo un amplio arco, destaca la imagen románica de la Virgen del Mirón sobre un fondo transparente que ilumina la luz del camarín, y a derecha e izquierda aparecen en sus respectivos doseletes las esculturas de San José y San Joaquín.
En la capilla del evangelio, hay un altar dedicado a la Virgen con el Niño, representada en un cuadro al óleo, y a ambos lados del retablo, en frescos, San Agustín y Santa Clara. En la capilla de la Epístola se halla colocada en un retablo la escultura de San Saturio, de cuerpo entero, y encima la de su discípulo San Prudencio. En el interior de la sacristía está el antiguo retablo del templo; frente a los adornos recargados de la nave principal éste es muy sobrio. En el retablo hay una virgen de cierto tamaño con pelo natural. También se encuentra la escalera que permite acceder al actual altar mayor por detrás.

### Exterior

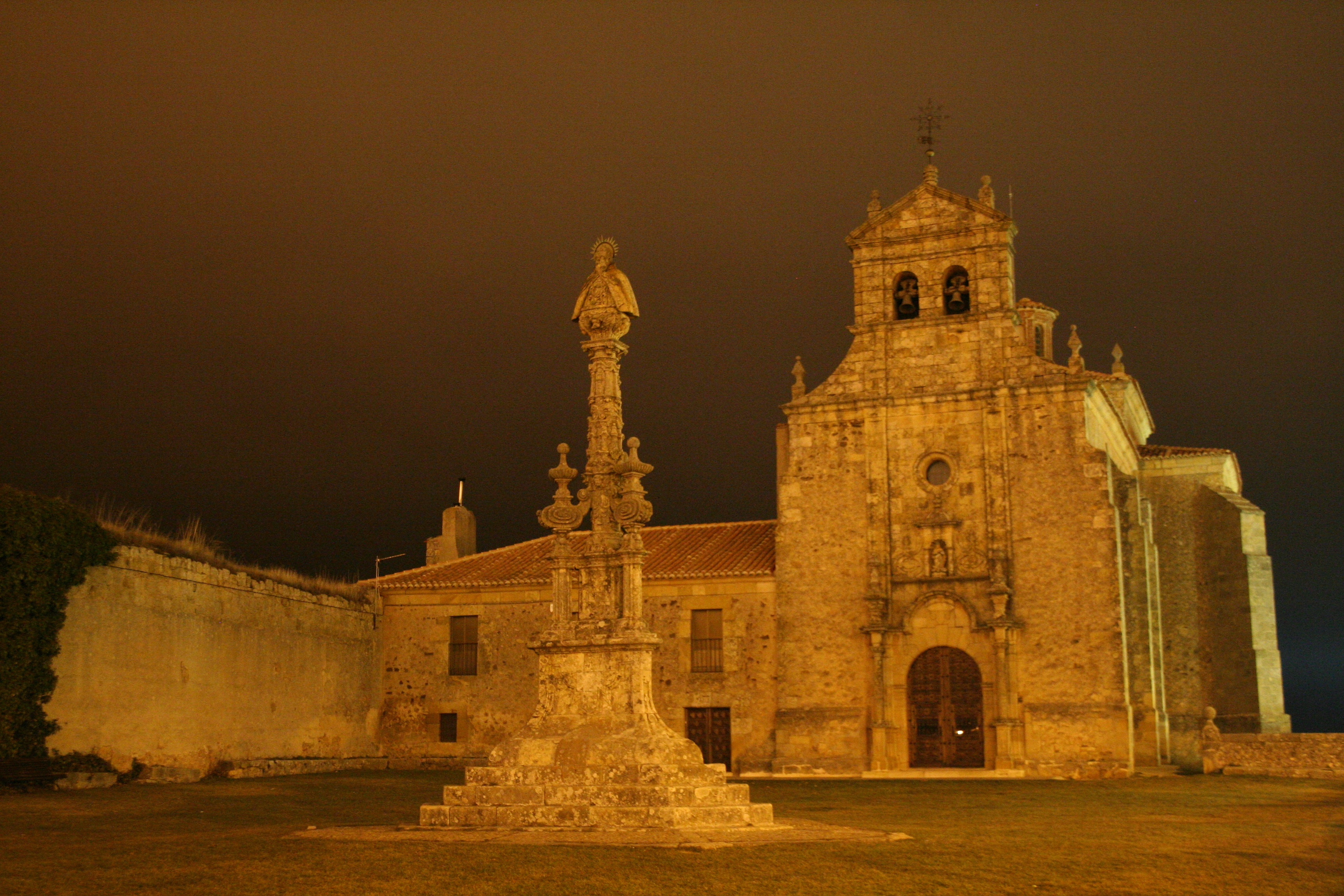
Vista nocturna de la ermita

En el exterior de la ermita se encuentra un monumento dedicado al patrón de Soria, San Saturio. Está labrado en piedra y tiene una complicada ornamentación barroca. Se construyó en 1775, apenas treinta años después de la construcción de la ermita. Fue encargado a sus expensas por Felipe Molero Mediana, clérigo de la población, al maestro Juan Antonio Miguel, escultor de esta ciudad. Sobre una base triangular se eleva una preciosa columna de tres cuerpos, primorosamente labrada en piedra sillar, de gusto churrigueresco, sobre la que se alza la imagen del Santo, en la forma que se adoptó por entonces, la de busto o de medio cuerpo.

## Situación actual
La antigua parroquia y ahora ermita que se ubica entre el río Duero y el este de Soria, está catalogada como bien integrante del Patrimonio Cultural, aunque lleva una larga lucha por conseguir su estatus de Bien de Interés Cultural. La ermita del Mirón, está catalogada en el Plan General de Ordenación Urbana (PGOU) de Soria como edificio singular, con un nivel de protección y conservación “integral”, el máximo reconocido y, además, está incluida en el Inventario de Bienes del Patrimonio Cultural de Castilla y León. En 2024, cuando se publicaron en las redes sociales los resultados de la restauración de la estatua del querubín en lo alto de la iglesia central del monasterio, el personal responsable de la restauración tiñó el cabello y las cejas del querubín de rojo oscuro, resaltó sus ojos y modificó los labios, también de rojo oscuro. El resultado fue llamativo y polémico por su acabado y posible falta de "habilidad artística".